# Paratakaoia
Paratakaoia – rodzaj kosarzy z podrzędu Laniatores i rodziny Epedanidae. Gatunkiem typowym jest Paratakaoia parva.

## Występowanie
Przedstawiciele rodzaju są endemitami Tajlandii.

## Systematyka
Opisano dotąd zaledwie 2 gatunki z tego rodzaju:
- Paratakaoia minima (Suzuki, 1986)
- Paratakaoia parva S. Suzuki, 1985